# زلزال نانكايدو 1946
زلزال نانكايدو 1946 هو زلزالٌ وقعَ في نانكايدو ‏ في اليابان بتاريخ 21 ديسمبر 1946. بلغت شدتهُ 8.1 على مقياس درجة العزم،